# Andreja
Andreja je žensko osebno ime.

## Izvor imena
Andreja je ženska oblika imena Andrej.

## Različice imena
Anda, Andi, Andra, Andrea, Andreina, Andrejana, Andrejina, Andrejka, Andrica, Andrijana, Andrina

## Tujejezikovne različice
- pri Angležih: Andrea
- pri Brazilcih: Andréia
- pri Čehih: Andrea, Ondřejka
- pri Francozih: Andrée
- pri Gornjelužiškosrbskih: Andreja
- pri Italijanih: Andreina
- pri Nemcih: Andrea
- pri Poljakih: Andrzeja, Ondrzeja

## Pogostost imena
Po podatkih Statističnega urada Republike Slovenije je bilo na dan 31. decembra 2007 v Sloveniji število ženskih oseb z imenom Andreja: 9.576. Med vsemi ženskimi imeni pa je ime Andreja po pogostosti uporabe uvrščeno na 13. mesto.

## Osebni praznik
Osebe z imenom Andreja godujejo takrat kot osebe z imenom Andrej.

## Znane osebe
- Andreja Grašič, slovenska biatlonka
- Andreja Mali, slovenska smučarska tekačica in biatlonka